# 凱杜古區
凱杜古區是塞內加爾東南部的一個行政區，首府凱杜古，北面和西面是坦巴昆達區，東接馬里，南毗幾內亞，面積111,207平方公里，下設3省。